# Pat Fraley
Pat Fraley, född 18 februari 1949, är en amerikansk röstskådespelare. 1987 läste han bland annat de engelskspråkiga rösterna till Krang, Burne Thompson, Baxter Stockman, Casey Jones och Slash i 1987 års Teenage Mutant Ninja Turtles.

## TV-serier och filmer (i urval)
- 1986 - Filmation's Ghostbusters
- 1986 - BraveStarr
- 1987-1996 : Teenage Mutant Ninja Turtles - Krang, Burne, Baxter Stockman, Casey Jones, Slash, Neutrinen Zak, Barney Stockman, Titanus, Ray Filet, Antrax, Raptor, Scumbug, Napoleon Bonagroda, Löjtnant Granitor, Vernon Fenwick (säsong 1)[1] [2]
- 1990 - Luftens hjältar
- 1992 - Familjen Addams
- 1996 - Quack Pack
- 1999 - Toy Story 2
- 2007 - Gustaf livs levande

### Fotnoter
1. ↑  ”Technodrome”. http://www.thetechnodrome.com/voices.shtml. Läst 25 februari 2012.
2. ↑  ”TV Com”. Arkiverad från originalet den 5 november 2012. https://web.archive.org/web/20121105090521/http://www.tv.com/shows/teenage-mutant-ninja-turtles-1987/cast/. Läst 26 februari 2012.